# Niamey I
Niamey I est un arrondissement communal de la ville de Niamey, capitale du Niger. 

## Géographie
L'arrondissement de Niamey I s'étend en rive gauche du Niger et sur le nord-ouest de la ville de Niamey.
|            | Karma    |           |
| Bitinkodji | Niamey I | Niamey II |
|            | Niamey V |           |

## Histoire
La commune urbaine de Niamey I est instaurée en 2002, érigée en arrondissement communal en 2010. 

## Population
Lors du recensement général de 2012, la population communale est relevée à 210 020 habitants. L'accroissement annuel de la population atteint 5,2 % pendant la période 2001-2012.

## Quartiers et villages
L'arrondissement s'étend sur 31 localités en zones urbaine et rurale.

### Quartiers
En zone urbaine, l'arrondissement compte 24 quartiers :
- Bobiel
- Château 1
- Cité chinoise
- Corniche Yantala
- Francophonie
- Garde Présidentielle
- Gendarmerie
- Goudel
- Grande Gendarmerie
- Hôpital National
- Koira Kano
- Koubia du Nord
- Koubia Sud
- Losso Goungou
- Plateau 2
- Résidence Ministérielle
- Riyad
- Satu Sa
- SONUCI
- SOS Village d'Enfants
- Tchangarey
- Yantala Haut
- Yantala Bas
- Peau de Yantala

### Villages
En zone rurale, l'arrondissement compte 9 villages :
- Bangou-Tondibia
- Gabou Goura
- Gorou Banda
- Goudal Gorou
- Kossye
- Soudouré
- Soudouré Gorou
- Tondibiah
- Tondi Koirey

## Administrations et institutions
- Palais présidentiel du Niger, boulevard de la République
- Ministère de l'Intérieur et de la décentralisation
- Ministère des Affaires étrangères et de la Coopération
- Ministère de l’Éducation nationale
- Ministère de la Santé
- Ministère de l'hydraulique et de l'assainissement

### Koira Kano
- Ministère du Pétrole
- Ministère de l'Énergie et des Énergies renouvelables
- Institut géographique national

### Ambassades
- Ambassade de France au Niger
- Ambassade d'Algérie au Niger

## Services et infrastructures
- Centre de Santé Intégré (CSI) à Losso Goungou[5].
- Cimetière musulman de Yantala